# Watlingia chathamensis
Watlingia chathamensis is een zeekommasoort uit de familie van de Lampropidae. De wetenschappelijke naam van de soort is voor het eerst geldig gepubliceerd in 2010 door Gerken.